# Isoceras
Isoceras is een geslacht van vlinders uit de familie van de Houtboorders (Cossidae). De wetenschappelijke naam en de beschrijving van dit geslacht zijn voor het eerst gepubliceerd in 1924 door Emilio Turati.

## Soorten
- Isoceras bipunctata (Staudinger, 1887)
- Isoceras huberi Eitschberger & Ströhle, 1987
- Isoceras kruegeri Turati, 1924
- Isoceras saxicola (Christoph, 1885)
- Isoceras shevnini Yakovlev, 2015
- Isoceras teheranica Daniel, 1971